# Aldo Arroni
Aldo Arroni (Milano, 20 dicembre 1945) è un politico italiano, esponente di Forza Italia e già parlamentare europeo.

## Biografia
Dopo aver lavorato per anni a livello manageriale in Publitalia '80, è stato eletto deputato europeo alle elezioni del 1994 per le liste di Forza Italia. Al parlamento di Strasburgo è stato vicepresidente della Delegazione per le relazioni con l'Australia e la Nuova Zelanda; membro della Commissione per la cultura, la gioventù, l'istruzione e i mezzi di informazione, della Delegazione per le relazioni con la Repubblica Ceca, la Repubblica Slovacca e la Slovenia, della Delegazione alla commissione parlamentare mista UE-Polonia, della Delegazione alla Commissione parlamentare mista Spazio economico europeo (SEE), della Commissione per i bilanci. Rimane in carica fino al 1999.